# Nuka (rivière)
Pour les articles homonymes, voir Nuka.
La rivière Nuka est un cours d'eau d'Alaska, aux États-Unis située dans l'Alaska North Slope. C'est un affluent  de la rivière Colville.

## Description
Longue de 50 milles (80 km), elle prend sa source dans les montagnes De Long, sur la pente nord-est de la montagne Thunder, coule en direction du nord-est et se jette dans la rivière Colville à 17 milles (27 km) du lac Liberator, dans l'Alaska North Slope.
Elle a été référencée en 1925 par Gerald Fitzgerald de l'United States Geological Survey.

## Sources
- (en) « Nuka (rivière) », Geographic Names Information System